# Frederik Bagger
Frederik Bagger, född 1710 på gården Risinge på Fyn, död 1791, var en dansk lantman. 
Bagger var ursprungligen teolog, men blev, efter 1737 att ha tagit juridisk examen för "ostuderade", häradsdomare och förpaktare på baroniet Brahetrolleborg. Han köpte 1760 herrgården Julskov på Fyn, där han förblev boende till sin död. Han är författare till några mindre avhandlingar och skrifter om lantbrukets historia och teknik, der vittnar om lantekonomisk insikt och praktiskt sinne.